# Lau Hiu Fung
Lau Hiu Fung (羅曉鋒), hongkonški veslač, * 13. november 1983, Hong Kong.
Lau Hiu Fung je za Hong Kong nastopil na Poletnih olimpijskih igrah 2004 v Atenah in na Poletnih olimpijskih igrah 2008 v Pekingu, kjer je bil nosilec hongkonške zastave na zaključni slovesnosti.
V Atenah je v lahkem enojcu osvojil 18., v Pekingu pa 20. mesto. 